# Dōjutsu
Dōjutsu (瞳術?  lit. 'técnica ocular') es una técnica ninja presentada en la serie de manga Naruto, escrita e ilustrada por Masashi Kishimoto. 

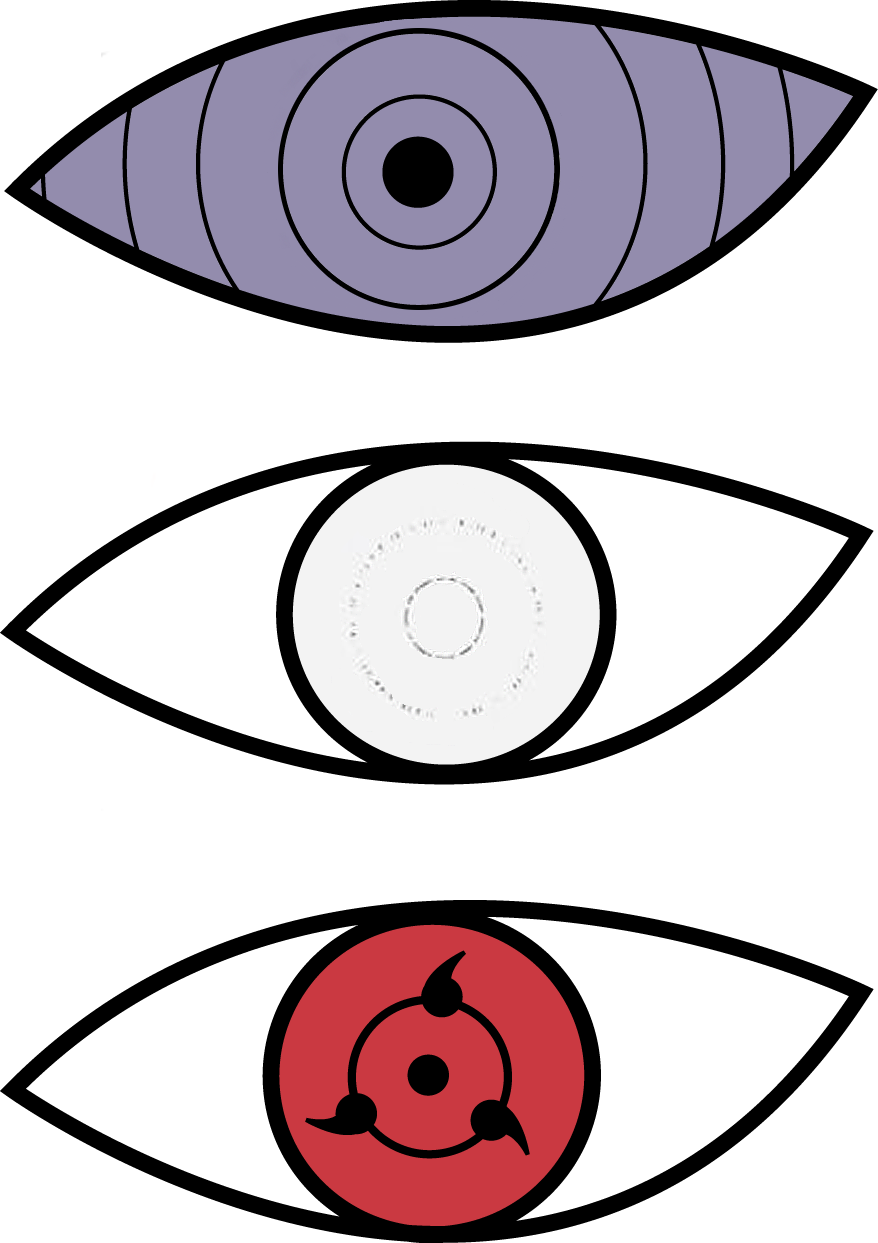
De arriba abajo: el Rinnegan, el Byakugan y el Sharingan

Es una especialidad dentro del Ninjutsu, que permite ver el chakra y los jutsus, técnicas hereditarias también conocidas como Ninjutsus de línea sucesoria.
Hasta el momento solo se han visto tres de estos en el manga Byakugan, Sharingan y Rinnegan. Más adelante en la serie aparecerán tres nuevos: el Tenseigan, el Ketsuryūgan y el Jōgan. Este último fue visto en el manga spin-off de Boruto: Naruto Next Generations. 

## Sharingan
Tipo: Técnica de línea sucesoria, soporte.
Usuarios: Clan Uchiha
Sharingan (写輪眼?  lit. 'pupila giratoria') es una técnica de línea sucesoria que solo poseen los miembros del Clan Uchiha, de la Aldea Oculta de la Hoja, del País del Fuego. Una vez activada esta técnica, el ojo se llena de sangre haciendo que las pupilas se dilaten, tomen diferentes formas y otorgando poderes y técnicas a sus poseedores. 
Los poderes del Sharingan son la anticipación de movimientos, visión en cámara lenta, copiado de Ninjutsus, visión a través de la luz y la oscuridad, visión de los chakras, visión a través de los Genjutsus, identificación de clones, hipnosis y lectura de labios.

## Izanagi
Tipo: Ofensivo y defensivo.
Usuario: Clan Uchiha, Danzō Shimura, Madara Uchiha, Obito Uchiha
Esta habilidad solo puede ser usada por un Uchiha con el tercer tomoe del Sharingan. Es aplicada sobre el propio usuario de la técnica. Una vez activada, permite controlar la realidad durante un corto período, 10 minutos por cada ojo, como demuestra Obito en su batalla contra Konan. Por lo tanto, un Uchiha podría usarla 20 minutos en toda su vida antes de quedarse ciego ya que, transcurridos 10 minutos con la herramienta activa, el ojo que la usa se degrada de tal modo que queda cerrado para siempre. 
Esta técnica es la ilusión definitiva del Sharingan. El usuario, al poder controlar la realidad, es capaz de realizar cualquier herida mortal, incluso la muerte y transformarla en una simple ilusión.
En la historia se pueden ver varios usuarios. En el caso de Danzō, al no poder controlar de manera completa el poder de Hashirama Senju, solo es capaz de activar la técnica durante un lapso de 60 segundos por ojo que consume; a diferencia de Obito Uchiha, que al poder controlarlo, está más cerca de la perfección, como el Sabio de los 6 Caminos.

## Izanami
Tipo: Ofensivo y defensivo. [cita requerida]
Usuario: Antiguos miembros del Clan Uchiha, Itachi Uchiha.
Es el Genjutsu definitivo y solo puede ser usado por un Uchiha que haya controlado al cien por cien su Sharingan. De algún modo, opera como en contraposición del Izanagi, usada para castigar a aquellos miembros del clan que abusen de su uso creando la repetición de un momento en un bucle infinito, cuya única escapatoria es la aceptación del destino por parte de la víctima. Tiene un efecto en el usuario similar al Izanagi ya que quita la vista de un ojo a quien lo usa, mismo efecto que su antagonista, por lo que esta técnica solo podría usarse dos veces en la vida. 
Es usada por Itachi Uchiha en la batalla contra Kabuto Yakushi, creando una repetición de la realidad hasta que el portador, en este caso Itachi Uchiha, decide el final. Itachi explica que esta técnica fue creada por el Clan Uchiha con el único fin de castigar a los demás miembros del clan que abusen del poder del Izanagi. El objetivo consiste en ingresar en un estado ilusorio en que el resultado de una batalla se repite una y otra vez de forma continua (en un bucle temporal); de este modo, aquellos que dependían del poder del Izanagi para la victoria podrían ser detenidos y castigados con esta técnica.  
Itachi explica que, al igual que el Izanami, es la debilidad del Izanagi, este también tiene una debilidad. Si la víctima en cuestión decide dejar de pelear y rendirse, el efecto repetitivo se detendría y este tendría su libertad, ya que de este modo el rival habrá aprendido la lección, acerca del uso excesivo de dicha técnica.

## Mangekyō Sharingan
Tipo: Soporte, corto alcance.
Usuarios: Clan Uchiha, Itachi Uchiha, Kakashi Hatake (Implantado), Danzō Shimura (Implantado), Sasuke Uchiha, Madara Uchiha, Obito Uchiha, Shisui Uchiha, Izuna Uchiha, Indra Ōtsutsuki.

El Mangekyō Sharingan (万華鏡 写輪眼?  Caleidoscopio-Pupila Giratoria) es la forma más avanzada del Sharingan. Este ojo le da al usuario tres técnicas nuevas oculares (si tiene dos mangekyōs) o una técnica (si tiene un solo mangekyō). Según Itachi Uchiha solo dos personas poseen este ojo: una de ellas el propio Itachi Uchiha. Posteriormente se revela que la primera persona en poseer dicha evolución del Sharingan es Madara Uchiha, pero posteriormente esta poseería el Mangekyō Sharingan Eterno, otra persona que logró despertarlo es Obito Uchiha, quien además es el mentor y cómplice de Itachi durante la masacre del clan.
Al mismo tiempo, se revela que en el pasado el hermano de Madara, Izuna, también desarrolló el Mangekyō Sharingan y tenía una fuerte rivalidad con el segundo Hokage Tobirama Senju. Kakashi Hatake, un usuario no Uchiha y teniendo el Sharingan izquierdo de su compañero Obito Uchiha, implantado en su ojo izquierdo desarrolló el Mangekyō Sharingan, al mismo tiempo que su compañero Obito, aparentemente fallecido. Tras observar ambos la muerte de Rin Nohara, consiguieron una técnica ocular única conocida como Kamui, pero Kakashi no podría sacarle provecho a esta técnica hasta muchísimo después, ya que al ser un usuario no Uchiha, dicha técnica le causa una fuga masiva de chakra cada vez que la usa, mientras que Obito por su parte y teniendo aún su ojo derecho, le sacó provecho al 100% al usar, esta técnica única. 
Tras la muerte de Itachi, su hermano menor Sasuke Uchiha junto a Shisui Uchiha despertaron y desarrollaron el Mangekyō Sharingan permitiéndoles perfeccionar sus propias técnicas ilusorias, también conocidas como Kotoamatsukami. Poco después, Obito se da cuenta de que Sasuke posee el Amaterasu de su hermano en su ojo izquierdo, esto lo hizo Itachi para proteger a su hermano de Obito (según el manga cuando Itachi le tocó la frente a Sasuke, le dio sus Dōjutsus y programó el Amaterasu para  cuando Sasuke viera el Sharingan de Obito, el Amaterasu atacará automáticamente). Poco después de saber la verdad de su hermano Sasuke, él consigue su propio Mangekyō Sharingan y finalmente, es capaz de controlar las llamas del Amaterasu, a su voluntad. 
Según Itachi el requisito para que una persona pueda obtener el Mangekyō Sharingan, es matar a su mejor amigo. No obstante Madara señala más adelante que es la muerte del ser más próximo a uno mismo. Esta forma avanzada del Sharingan concede a su portador un poder y unas técnicas devastadoras, aparte de darle una sensibilidad y agudeza superior a la de un Sharingan desarrollado (Nivel 3), aunque consume una gran cantidad de chakra. Conduce además al usuario a una ceguera inevitable conforme se le va dando uso. 
La única forma de contrarrestar esto según Itachi, es conseguir los ojos de algún miembro de la familia como lo hizo Madara con su hermano Izuna, en el pasado. Con el Mangekyō Sharingan Eterno la ceguera se evita otorgando a su portador una luz que nunca se apagará, esto permite que pueda usar todo el poder del doble Mangekyō Sharingan, sin tener que preocuparse por perder la visión de sus propios ojos. Tras su batalla con Danzō y su encuentro con Naruto, Sasuke utilizó abusivamente su Mangekyō Sharingan hasta el punto de quedar ciego completamente y se sometió a una intervención ocular por parte de Obito, para así poder reemplazar sus ojos dañados por los de su hermano Itachi. El diseño del Mangekyō Sharingan de Madara después de quitarle los ojos a su hermano, se convierte en una mezcla de su propio diseño con el de su hermano. 
Itachi Uchiha parecía tener la habilidad de transferir sus técnicas oculares y todos sus poderes a otras personas, asimismo como hace con su hermano Sasuke y también con Naruto. Cada Mangekyō Sharingan posee formas y técnicas únicas para cada uno de sus usuarios, al igual que mucho poder y de calidad.

## Tsukuyomi
Tipo: Suplementario, corto alcance.
Usuario: Itachi Uchiha, Sasuke Uchiha, Madara Uchiha, Indra Ōtsutsuki.
Tsukuyomi  (月読?  lit. 'Dios de la Luna') es un Genjutsu de alto nivel con el que se puede alterar la percepción de las personas, al crear un espacio dimensional ilusorio en el que el usuario controla el tiempo y el espacio. 
Se usa para atrapar allí la mente del adversario y puede causar el dolor más temible al enemigo durante el tiempo que se desee, dañando directamente su sistema nervioso y haciéndole creer que está al borde de la muerte. 
Esto puede continuar hasta 72 horas que sin embargo al enemigo pueden parecerle una eternidad, pues como ya se ha dicho dentro del mundo de Tsukuyomi el paso del tiempo lo controla el usuario del Mangekyō Sharingan. 
Sasuke también puede usar el Tsukuyomi pero a un nivel inferior al de Itachi, según Danzō. Sin embargo al igual que el Amaterasu, el uso excesivo de este jutsu puede traer efectos secundarios dañinos a la vista del Sharingan, causando que la ceguera aumente considerablemente o que incluso sea total.
Las limitaciones más grandes de esta técnica tan compleja y sofisticada son el desgaste mental y de los chakras para crear ilusiones y limitándolas a un máximo de reproducciones al día.
Sasuke logró librarse de esta técnica gracias al chakra de su sello maldito, ya que el activarlo proporcionó un chakra a Sasuke, que era ajeno a su cuerpo y por lo que el Genjutsu es rechazado.
La utilización de la técnica provoca un fuerte dolor en el ojo, en el que reside la técnica.

## Amaterasu
Tipo: Ofensivo.
Usuario: Itachi Uchiha, Sasuke Uchiha.
Amaterasu  (天照?  lit: «Diosa del Sol») es etiquetado como el Ninjutsu de fuego más poderoso de toda la serie. Cuando el usuario lo activa, todo lo que esté en su rango de visión será quemado por llamas negras, que arden a la temperatura del Sol y que no pueden extinguirse, sino sellarse. Esas características la transforman en una técnica difícil de contrarrestar, aunque no imposible, pues el efecto se produce con lentitud relativa.
El Amaterasu era una habilidad exclusiva del Mangekyō Sharingan de Itachi Uchiha, quien la activaba con el ojo derecho, a expensas de una importante pérdida del chakra y de la visión que se manifestaba en el sangrado del ojo en cuestión. Más adelante, Sasuke hereda el Ninjutsu y lo usa con mayor destreza, dado que lo puede lanzar con cualquiera de los ojos y empleando así el Kagutsuchi, es capaz de poder controlar las llamas. Además, una vez que este trasplanta a sí mismo los ojos de su hermano, hace despertar al Mangekyō Sharingan Eterno y comienza a combinar el Amaterasu con otras técnicas para potenciarlo, sin tener daños en la vista.

## Susano'o
Tipo: Ofensivo y defensivo; corto, medio o largo alcance.
Usuario: Itachi Uchiha,Sasuke Uchiha, Shisui Uchiha, Madara Uchiha, Kakashi Hatake, Obito Uchiha, Indra Ōtsutsuki.
Susano'o  (須佐能乎?  Dios del mar) es la técnica definitiva del Mangekyō Sharingan de Madara Uchiha, Itachi Uchiha y posteriormente de su hermano Sasuke Uchiha. Kakashi Hatake, con ayuda de Obito Uchiha al otorgarle su Dōjutsu usando el Kamui después de morir, sería al final capaz de realizar esta técnica. Dicha técnica convocará una gran criatura etérea y esquelética que se desarrolla progresivamente hasta convertirse en un enorme guerrero llameante de aspecto demoníaco. Esta criatura puede proteger a su invocador de los ataques y pelear por él. Se caracteriza por tener tres o cuatro brazos y seis dedos en cada mano. El color de este, varía según el usuario.  
El Susano'o de Itachi es de color amarillo (en el manga) o rojo-naranja (en el anime) y posee además dos legendarios objetos; tanto para el ataque como para la defensa: la Espada de Totsuka, una katana legendaria no corpórea que sella en un Genjutsu eterno a todo aquel que le alcanza y el Espejo de Yata que repele y bloquea todos los ataques lanzados contra el invocador del Susano'o. 
Estas armas convierten su técnica en prácticamente invencible. La versión de Sasuke difiere de la de Itachi, siendo de color púrpura, además de que el Susano'o de Sasuke también puede atacar a distancia usando un arco, al obtener el Mangekyō Sharingan Eterno , el Susano'o de Sasuke es capaz de moldear las llamas negras del Amaterasu en flechas y espadas, además de pequeños proyectiles que salen disparados de un orbe negro ubicado en el segundo brazo derecho.
Su forma definitiva también sufre un cambio en el diseño de la armadura. El desarrollo y perfeccionamiento de la técnica es progresivo como demuestra la evolución del Susano'o de Sasuke que lo logró gracias a su odio, Con el Mangekyō Sharingan Eterno el diseño del Susano'o puede tomar tanto su forma original como la forma del Susano'o de su difunto hermano y al obtener el Rinnegan, este tomaría un diseño con alas para realizar ataques aéreos. 
En el juego Naruto Shippūden: Ultimate Ninja Storm Revolution se muestra el Susano'o de Shisui. Al contrario que el resto, es de color verde y su arma es una lanza con forma de taladro gigante, en lugar de una espada o un arco. 
El Susanoo de Shisui vale tanto para su Taijutsu como para atacar a su oponente a una distancia cercana y más allá de eso, puede empezar a disparar proyectiles desde sus costillas. Además puede hacer girar su lanza e incendiarla, combinándola con su elemento fuego para propinarle a su oponente un ataque certero. 
La versión del Susano'o de Madara son dos mellizos pegados por la espalda, de color azul. En su forma definitiva se vuelve colosal y cubierto por una gran armadura, dos de sus brazos empuñan dos espadas y con los otros dos, él realiza posiciones de mano. 
Por último, la versión de Kakashi o en este caso la de Obito, sería un Susano'o con solo dos brazos y sin armas cuerpo a cuerpo como los anteriores, es junto con el Susano'o de Sasuke, al Obtener el Rinnegan y el de Madara los únicos Susano'o que poseen piernas y otra característica que tiene este Susano'o posee una cicatriz en el ojo izquierdo (justo donde tiene Kakashi la cicatriz en el ojo, cuando le hicieron el trasplante del ojo Sharingan izquierdo de Obito).
Posee la capacidad de crear Shurikens de chakra que crean el efecto del Kamui, en el sitio donde impactan.

## Kamui
Tipo: Ofensivo y defensivo; corto, medio o largo alcance.
Usuario: Kakashi Hatake, Obito Uchiha, Madara Uchiha (implantado).
Kamui  (神威?  Autoridad de los dioses) es una técnica que solo puede utilizar un poseedor del Mangekyō Sharingan y que permite teletransportar a otra dimensión cualquier objeto que esté en el punto de mira del Sharingan en una versión básica.  
Obito es capaz de teletransportarse a sí mismo a otra dimensión para hacerse intangible a los ataques y así recorrer grandes distancias. 
Según Konan, mientras se teletransporta Obito, se materializa por un momento y mientras más cosas lleve, más lento es el proceso de teletransportación que dura un lapso de 5 minutos en completarse, lo que permite que Obito reciba ataques.   
Un tiempo después cuando Madara consigue arrancarle el Sharingan izquierdo a Kakashi.  
Inmediatamente se lo implanta en sí mismo, curándolo de su inminente ceguera y debido a las células de Hashirama Senju, también es capaz de utilizar el Kamui para teletransportarse a la misma dimensión donde se encontraba Obito con Sakura y recuperar su Rinnegan, mientras que a Obito le implantan, su Sharingan original. 
Durante el combate final con Kaguya y ahora con ambos ojos, Obito es capaz de crear portales interdimensionales y usar su Kamui, el doble de rápido que cuando solo tenía un ojo.

## Kotoamatsukami
Tipo: Suplementario.
Usuario: Shisui Uchiha, Cuervo de Itachi Uchiha (implantado), Danzō Shimura (implantado).
Es la técnica y Genjutsu definitivo del Mangekyō Sharingan de Shisui Uchiha, que le permitía controlar mentalmente a las demás personas sin que estas se dieran cuenta, creando el Genjutsu más poderoso ya que los que caían en el ni siquiera se daban cuenta. 
Shisui le dio su otro ojo a Itachi para que lo usara para proteger la aldea pero Itachi lo implantó en uno de sus "cuervos Genjutsu", uno de los cuales le entregó a Naruto sin que este se diera cuenta y lo programó para que reaccionara ante los ojos de Itachi, los cuales fueron trasplantados a Sasuke, ejecutaría en Sasuke el Kotoamatsukami para obligarlo a proteger Konoha. Una gran limitación que tiene este jutsu es que solo se puede ejercer una vez cada diez años, pero según Itachi esto no pasa si el portador tiene células de Hashirama, cosa que Danzō aprovechó con éxito debido a las células de Hashirama implantadas en su cuerpo y pudo efectuar este jutsu al menos una vez al día.

## Mangekyō Sharingan Eterno
Usuario: Madara Uchiha, Sasuke Uchiha.
Mangekyō Sharingan Eterno (永遠の万華鏡写輪眼 Eien no Mangekyō Sharingan?) es la metamorfosis del Mangekyō Sharingan, el cual se obtiene al quitarle el Mangekyō Sharingan a otro Uchiha e implantárselo, es preferible que el "donante" sea un hermano o cualquier miembro familiar cercano para que la implantación sea un poco más compatible. 
Cuando el otro Mangekyō Sharingan es implantado su diseño anterior se combina con su Mangekyō Sharingan original, creando un nuevo Sharingan, durante un tiempo el nuevo portador deberá permanecer en completo reposo para que pueda acostumbrarse poco a poco a sus "nuevos ojos". 
La diferencia es que al usar las técnicas autodestructivas propias del Mangekyō Sharingan como el Amaterasu, el Susano'o y el Tsukuyomi, el poseedor de dicho Sharingan sigue viendo sin que se le deteriore o pierda completamente la vista, es un Sharingan relativamente perfecto.

## Byakugan
Tipo: Técnica de línea sucesoria, soporte.
Usuario: Miembros del Clan Hyuga, Neji Hyuga, Hinata Hyuga, Ao (Implantado), Kaguya Ōtsutsuki, Hamura Ōtsutsuki, Toneri Ōtsutsuki, Momoshiki Ōtsutsuki, Kinshiki Ōtsutsuki, Urashiki Ōtsutsuki, Himawari Uzumaki.

Imagen del Byakugan.

 El Byakugan (白眼 Ojo blanco?) es un Dōjutsu de línea sucesoria procedente del Clan Hyūga. El cual a diferencia del Sharingan, se manifiesta desde el nacimiento en todos los miembros del clan, aunque pueden diferenciarse según el poder que tome en cada persona.
El Byakugan se basa en una visión superior, su usuario puede ver a través de cuerpos, a largas distancias y en un radio de 360°. Tal visión logra un nexo directo con el cerebro y permite al usuario, una vez activado, distinguir las ilusiones de la realidad, por lo que este Dōjutsu es resistente contra los Genjutsus  de más alto nivel.
En el Byakugan se manifiestan dos fases: una pasiva y otra activa. El Byakugan pasivo, es decir, mientras está desactivado, muestra unos ojos malva, ni siquiera cristalinos capaces de ver e interpretar los movimientos del oponente. El Byakugan activo al activarse parece como si las blancas pupilas se agrietasen, a la vez que se marcan todas las venas de las templas de alrededor de los ojos.
Además de otorgar una poderosa visión, los usuarios del Byakugan son capaces de ver cosas "invisibles"; así lo mencionó Kakashi en un capítulo: "pocas cosas son invisibles ante esos ojos", permitiendo ver con gran detalle el sistema circulatorio de chakra de los demás (permitiendo el uso de jūken) y ver los tenketsus del cuerpo, con suficiente claridad como para golpearlos. Es por esta habilidad que puede definir entre los unshin en los que se reparte el chakra igualmente entre los cuerpos. También sirve para detectar cualquier anomalía en el ambiente en caso de que un ninja utilice otro Dōjutsu como se demostró cuando Ao usa el Byakugan para ver cómo Danzō manipulaba a Mifune, valiéndose del Sharingan de Shisui Uchiha. 
La visión que poseen puede distinguir claramente el plazo de tiempo, por lo que los acontecimientos ocurridos en fracciones de segundo, pasan ante esos ojos en cámara lenta, permitiendo al usuario, no solo esquivar los ataques físicos, si no cualquier suceso que ocurra alrededor de ellos, siempre que se posea cierto nivel de entrenamiento, siendo Neji Hyuga, el heredero más fuerte de estas cualidades en su clan.
- Secuencia de sellos: los principiantes utilizan uma-tora-sello especial-usagi-ne-inu-uma-inu-usagi-tora-ne-. El sello especial es poner las manos como si fuera el tora pero con un solo dedo extendido.
- Secuencia de sellos: cuando se adquiere experiencia en la técnica se suele utilizar la secuencia: ne-inu-sello especial-ne-sello especial.
- Sello: una vez dominada a la perfección se puede activar por medio del último sello especial de la secuencia o sin sellos.

## Rinnegan
Tipo: Técnica de línea sucesoria, soporte.
Usuario: Nagato (implantado), Madara Uchiha, Obito Uchiha (implantado), Sasuke Uchiha, Kaguya Ōtsutsuki, Hagoromo Ōtsutsuki, Momoshiki Ōtsutsuki, Urashiki Ōtsutsuki.
El Rinnegan es el Dōjutsu más poderoso de los tres legendarios Dōjutsus que existen. El portador de este ojo es capaz de dominar todos los tipos de chakra elemental, así como el control de la gravedad.
Esta técnica la poseía el Sabio de los 6 Caminos, el creador del Ninjutsu moderno. Este Dōjutsu reencarnó en Madara Uchiha, el cual dice haberlo obtenido poco antes de su muerte. Para obtener este Dōjutsu un miembro del clan Uchiha debe combinar sus células con las de un miembro del clan Senju (preferible que el mismo sea la reencarnación de Ashura Ōtsutsuki y que el usuario del clan Uchiha sea la reencarnación de Indra Ōtsutsuki). Madara Uchiha le trasplantó por alguna razón el Rinnegan a Nagato un chico huérfano de la Aldea de la Lluvia. 
Jiraiya decidió encargarse de cuidar de Nagato y sus compañeros Konan y Yahiko, tras encontrarse con ellos en su andar por el campo de batalla. Al haber perecido su último portador, Nagato, pasa a poseerlo Obito Uchiha quien lo obtiene profanando el cuerpo del primero, diciendo que recuperó lo que le pertenece, haciendo suponer que el Uchiha le dio a Nagato el Dōjutsu.
Nagato llevó la técnica a un nuevo nivel, al poder controlar 6 cuerpos extras creados con base en cadáveres a los que incrusta un elemento muy semejante al metal que funge como receptor de chakra en distintas partes de sus cuerpos para tener la capacidad de controlarlos a distancia, así mismo estos expresan en sus ojos el mismo Dōjutsu que Nagato y también el dominio de una habilidad/Ninjutsu único por cuerpo, integrando todos una entidad única autodenominada Pain Rikudou. 
Todo esto provee a Nagato de una visión hexadireccional perdiendo el único punto débil de cualquier otro jutsu ocular, el punto ciego con lo que es prácticamente imposible atacar a alguno de sus cuerpos por sorpresa y concediéndole una gigantesca ventaja en el combate.
Además de esto, el Rinnegan tiene la habilidad de ver barreras de chakra, como la cúpula de chakra que protegía a Konoha y la alertaba de intrusos, cuando Nagato y Konan llegaron a Konoha por primera vez.
Esta técnica ayuda a Nagato a invocar el Gedo Mazo, como se ve en el recuerdo en donde mata a todos excepto a Salamandra Hanzo, quien se teletransporta lejos. Asimismo lo invoca cada vez que va a sellar un Bijuu. Madara explicaría luego que solo un usuario del Rinnegan sería, no solo capaz de invocar el Gedo Mazou, si no que además controlar su poder.
Nagato divide su poder en seis cuerpos, siendo estos: Camino de los Dioses (天道, Tendō); Camino de los Humanos (人間道, Ningendō); Camino de los Demonios (修羅道, Shuradō); Camino de los Animales (畜生道, Chikushōdō); Camino de los Fantasmas Hambrientos (餓鬼道, Gakidō); y Camino del Infierno (地獄道, Jigokudō). Estos cuerpos son cadáveres que Nagato puede manipular, y en caso de no estar, el puede hacer uso del poder de estos seis cuerpos de forma individual, tal como se demuestra cuando es revivido con la técnica de resurrección impura de Kabuto. 
Parte de estos poderes son la técnica de atraer objetos y repeler objetos; invocación múltiple; crear un centro de gravedad de chakra lanzado al cielo que atrae a los objetos hacia sí mismo destruyendo y aplastando al oponente; quitar el alma el oponente; revivir a los muertos recién caídos; convertir partes de su cuerpo en armas de alta tecnología; y absorber Ninjutsus. todas estas técnicas de Nagato, al ser los 7 caminos de Pain, pueden ser resultado de su rinnegan.
Tanto Madara como Sasuke le daría un uso distinto al ya mencionado Dōjutsu. Madara utilizando el Susano'o fue capaz (muy posiblemente a través del Camino de los Dioses) de invocar un asteroide que llegó desde el espacio para acabar con todo lo que estuviera en el área de colisión. Por su parte, Sasuke fue capaz de sellar a los Bijuu con el Chibaku Tensei y posteriormente, usar su poder para potenciar en gran medida su propio Susano'o.

## Rinne Sharingan
Tipo: Técnica por ingesta del fruto de chakra del Dios Árbol, soporte.
Usuario: Diez Colas, Madara Uchiha, Kaguya Ōtsutsuki.
El Rinne Sharingan (輪廻写輪眼, Ojo Copiador Giratorio de Samsara) es el creador u origen del Rinnegan y el Sharingan. Este ojo se caracteriza por su onda, el patrón que se extiende a lo largo del globo ocular, con un fino iris rojo y escleróticas, conteniendo nueve tomoe, tres en cada una de las escleróticas. 
ste ojo especial se manifestó en Kaguya Ōtsutsuki luego que comiera el Fruto de chakra del Dios Árbol y más tarde sería el único ojo del Diez Colas, una bestia surgida de la fusión de Kaguya con Shinju. Durante la Cuarta Guerra Mundial Shinobi, Madara Uchiha quien se había convertido en el Jinchūriki del Diez Colas, absorbió el tronco del Dios Árbol que se encontraba en el campo de batalla y recuperó sus Rinnegan originales, se acercó a la Luna y el Rinne Sharingan despertó en su frente.
Mediante la utilización del Rinne Sharingan, Kaguya muestra la capacidad de teletransportarse junto con las personas a su alrededor a diferentes dimensiones espacio–tiempo, las cuales controla plenamente pudiendo manipular la naturaleza del en torno a su antojo, como la nieve y el hielo en su mundo helado. 
El Rinne Sharingan permite proyectar el Tsukuyomi Infinito, un poderoso Genjutsu que al ser lanzado a gran escala como por ejemplo utilizando la Luna puede poner bajo su control a todo el planeta. Por otro lado según lo declarado por Hagoromo Ōtsutsuki, el Rinne Sharingan posee el poder ocular del Sharingan.
Además, tanto Kaguya como Madara luego de lanzar el Tsukuyomi Infinito, pudieron manipular las raíces de Shinju haciendo que se esparcieran por todo el planeta atrapando en capullos a todas las personas atrapadas por el Genjutsu.

## Tenseigan
Tipo: Técnica de línea sucesoria, soporte.
Usuario: Toneri Ōtsutsuki, Hamura Ōtsutsuki.
El Tenseigan (転生眼, Tenseigan o literalmente conocido como Ojo de Reencarnación) es un poderoso Dōjutsu despertado por el Clan Ōtsutsuki a partir del Byakugan. Este se caracteriza por una pupila azul rodeada por un iris con forma de flor de color azul y blanca. 
El Tenseigan se manifestó por primera vez en Hamura Ōtsutsuki. Utilizando su gran poder, él trajo orden y estabilidad a la Luna. Incluso después de su muerte, los habitantes de la luna trataron al Tenseigan de Hamura como un tesoro y lo consagraron como un objeto religioso, dedicando un plan para preservarlo eternamente. 
Es posible manifestar un nuevo Tenseigan al combinar el chakra de los descendientes de Hamura dentro del Clan Ōtsutsuki y el Clan Hyūga. Cuando un Ōtsutsuki se implanta el Byakugan del Clan Hyūga, la combinación de su chakra terminará transformando el Byakugan en el Tenseigan. 
Una vez implantado, el Byakugan se sincroniza gradualmente con el chakra del Ōtsutsuki y madurará en el Tenseigan, causando periódicamente a su portador dolorosas pulsaciones en el proceso. Una vez concluida la pulsación final, la cual es la más dolorosa, el Tenseigan estará completo.
Mil años después de la muerte de Hamura, uno de sus descendientes, Toneri Ōtsutsuki a quien habían sellado sus ojos dentro del Buque de Energía al momento de su nacimiento, al ser el último sobreviviente del Clan Ōtsutsuki, concluyó que la humanidad hizo un mal uso del chakra, estando decidido a cumplir la promesa de mil años despertando el Tenseigan y dejando caer la Luna sobre la tierra, confiando en que su poder ocular lograría restaurarla. 
Sin embargo, debido a que los ojos de Toneri habían sido sellados, este decidió robar el Byakugan puro de Hanabi Hyūga, secuestrándola y después de tomar sus ojos e implantárselos, Toneri logró despertar el Tenseigan. A pesar de esto, poco después de que el Tenseigan se completara, fue derrotado por Naruto Uzumaki, provocando que su Tenseigan se desvaneciera y se volviera a convertir en un Byakugan para que después Hinata Hyūga recuperara los ojos de su hermana Hanabi Hyūga.
Debido a su nivel de poder y sus características el Tenseigan es fácilmente comparable con el Rinnegan, ya que comparte varias de sus capacidades como el poder controlar las fuerzas atractivas y repulsivas o controlar asteroides al antojo del usuario, con el fin de utilizarlos como armas arrojadizas, similares al Camino Deva.
Con el Tenseigan completo, el usuario es capaz de acceder al Modo chakra Tenseigan que brinda un aumento en la velocidad, fuerza, resistencia, durabilidad del usuario y la capacidad para flotar, además de tener acceso a la Bola de la Búsqueda de la Verdad lo que le concede al usuario acceso a las cinco naturalezas básicas y al Elemento Yin-Yang. Al infundir las esferas con el chakra Tenseigan, es capaz de transformarlas y convertirlas en una espada dorada y un vórtice plateado. 
El Tenseigan también puede mover la Luna hacia la tierra y alimentar a una poderosa estatua gigante. Su poder ocular es capaz de revivir un planeta en el caso de que fuera destruido.

## Ketsuryūgan
Tipo: Técnica de línea sucesoria, soporte.
Usuario: Clan Chinoike.
El Ketsuryūgan (血龍眼, Ketsuryūgan o literalmente conocido como Ojo del Dragón de Sangre) es un Dōjutsu que aparece en ciertos individuos del Clan Chinoike. Es reconocido por colorar todo el globo ocular de sus usuarios de color rojizo, otorgándole una apariencia especial a sus usuarios, caracterizado como poseedores de ojos "rojos como la sangre". 
El Ketsuryūgan otorga la habilidad de controlar el hierro en la sangre del usuario a placer, así como cualquier otro líquido con una alta concentración de hierro. También otorga excelentes habilidades en el Genjutsu.

## Jōgan
Tipo: Técnica de línea sucesoria, soporte.
Usuario: Boruto Uzumaki.
El Jōgan (浄眼, Jōgan o literalmente conocido como Ojo Puro) es un Dōjutsu despertado por Boruto Uzumaki en su ojo derecho, posee una pupila apenas visible. En el anime y en el manga tiene una pupila visible, color azulado y cuando lo activa, su esclerótica se vuelve oscura. 
En el anime y en el manga, cuando se utilizó en sus días en la Academia Ninja, Boruto no parecía tener la capacidad de activarlo a voluntad propia, sino que el ojo se activaba automáticamente cuando Boruto ponía su atención en una persona en particular o si sentía una presencia maligna.  
Esta activación parece que no causa mucha tensión, salvo una ligera molestia en el ojo, ya que Boruto no parecía notarlo cuando se activaba, hasta que tiempo después de hablar en uno de sus sueños con Toneri, este se despertaría al día siguiente y viéndose a través de un espejo es capaz de verlo activo por unos segundos. Muchos años después, ya como un adolescente durante su batalla con Kawaki, Boruto finalmente es capaz de activarlo a voluntad. 
En el anime y en el manga, antes de aparentemente ganar control sobre el ojo, este se activaba de forma independiente en presencia de objetivos peligrosos, ocultos o malignos. El Jōgan es capaz de percibir el flujo de chakra, lo que le permite a Boruto observar los cambios visibles en el chakra de un individuo y también rastrearlo a través del mismo. 
También, en Boruto tuvo un efecto provocando un aumento de visión y velocidad, también es capaz de observar el Sistema de Circulación de chakra y determinar un punto clave en él, además de que mostró la capacidad de ver a través de las barreras invisibles que conectan entre dimensiones.
Uno de los animadores del anime, publicó una foto en su blog que muestra a Boruto limpiando su ojo derecho. La leyenda de la imagen se lee como "Jōgan" (浄眼), también hay un texto que lo acompaña que el animador elaboró, explicando que el ojo de Boruto no era ni un Byakugan o Tenseigan, pero era oficialmente llamado "Jōgan". Explicó que el ojo está relacionado con la dimensión del Clan Ōtsutsuki y sus poderes son una combinación de las habilidades del Byakugan por parte de Hinata Hyūga y la Detección de Sentimientos Negativos por parte de Naruto Uzumaki.
A diferencia de muchos, el primer enemigo que ha logrado ver activo este Dōjutsu en combate es el mismo Momoshiki Ōtsutsuki quien mientras estaba en sus sub-consiente después de morir, este le mencionó a Boruto que un día esos ojos (refiriéndose al Jōgan en su ojo) le arrebatarían todo lo que ama. 
Otro dato importante sobre el Jōgan se revela en el combate contra Urashiki Ōtsutsuki, quien menciona que dicho Dōjutsu en particular para los miembros de su clan es un ojo bastante problemático, debido a la capacidad de este de detectar los portales interdimensionales y predecir por donde saldrá el oponente que utiliza estos portales para atacar, cosa que se vio en el anime durante su encuentro con Boruto y Shinki, el hijo adoptivo de Gaara, mientras trataban de proteger a al Mapache de Una Cola, Shukaku de este y llevarlo hasta Konoha para resguardarlo de Urashiki.

## Dōjutsu de Ranmaru
Tipo: Técnica de línea sucesoria, soporte.
Usuario: Ranmaru.
El Dōjutsu de Ranmaru, también conocido como los Ojos de Ranmaru, es un Kekkei Genkai similar al Byakugan. Otorga visión penetrante, lo que modifica sus ojos de manera característica, y permite una percepción única basada en partículas de chakra.
Ranmaru podía utilizar esta habilidad para ver a través de las paredes de su pequeña choza y observar el mundo exterior. Además, era capaz de realizar un Genjutsu que proyectaba sistemas circulatorios de chakra sobre objetos inanimados, engañando al enemigo para que atacara un señuelo. Esta técnica era tan avanzada que podía incluso confundir al Byakugan.
Aunque su rango de visión no parecía igualar al del Byakugan, su habilidad resultaba eficaz incluso contra el Dōjutsu del clan Hyūga.
A Ranmaru también le permite localizar y rastrear a los demás, mediante la detección de chakra, el chakra desde largas distancias, y los cambios de chakra de un individuo. También es capaz de sentir y saber la cantidad de personas que están presentes. Ranmaru ha demostrado tener una percepción y las facultades de análisis no muy diferentes al Sharingan, lo que significa que Ranmaru puede comprender todos los detalles que él ve para predecir el siguiente movimiento del oponente. 
Él ha contribuido principalmente a ayudar con esta capacidad a Raiga y hacerlo formidable en la batalla, y podrían haberlo ayudado a convertirse en uno de los Siete Espadachines de la Niebla. También puede ver la propia fuerza de la vida, lo que le permitió determinar que Raiga había caído recientemente en la batalla, todavía estando vivo. También fue capaz de transferir parte de su propia fuerza de vida a Raiga.
Esta línea de sangre no tiene un nombre mencionado, pero cuando se utiliza, los ojos brillan de color rojo. Ranmaru posee poderes que parecen ser la amplia mayoría de los kekkei Genkai, que van desde la ilusión perfecta a dar una fuerza vital a los muertos, los cuales pueden volver a la vida.

## Dōjutsu de Shion
Tipo: Técnica de línea sucesoria, soporte.
Usuario: Shion.
El Dōjutsu de Shion, también conocido como los Ojos de Shion, hace su primera aparición en Naruto Shippūden: La Película, siendo portado por Shion, una princesa de la tierra de los demonios con la capacidad de sellar a estos mismos, a los cuales ha estado entrenando toda su vida, aunque ella no tenía idea de que el uso del sello era para fusionarse con Mōryō.
Este Dōjutsu se manifiesta en dos fases: una pasiva y otra activa. La Pasiva: Mientras está desactivado, muestra unos ojos color púrpura bastante similares al diseño del Byakugan pasivo. La Activa: Se activa involuntariamente, su poder le permite ver el futuro y se basa en predecir y mostrarle la muerte final de alguien pero ella no puede ni activarlo, ni desactivarlo a voluntad, este es un poder único para ver el futuro y es un mecanismo de defensa para proteger a la sacerdotisa, su poder le permite hacer que su espíritu regrese en el tiempo hasta el momento de su muerte, permitiéndole evitar su propia muerte haciendo que alguien más muera en su lugar. 
Por extraño que parezca, a Shion en verdad le duele que todas esas personas hayan tenido que sacrificarse de modo que ella pudiera cumplir con su deber. Shion hizo 100 predicciones, y nunca se ha equivocado, hasta la predicción sobre de Naruto Uzumaki, que en su esfuerzo por protegerlo, casi pierde su vida. Cuando esto ocurre, sus ojos se transforman y adquieren un diseño parecido a un caleidoscopio violeta.

## Dōjutsu de Yome
Tipo: Técnica de línea sucesoria, soporte.
Usuario: Yome.
El Dōjutsu de Yome, también conocido como los Ojos de Yome, ha ayudado a Yome a ser acreditada por su increíble y excepcional visión. Mientras lo utiliza, sus pupilas se dilatan, lo que le permite rastrear los movimientos y localización de sus enemigos, a través de la reflexión de pequeñas gotas de agua. Según Sen, una vez que Yome fija su vista , puede ver a varias docenas de kilómetros de distancia. 
Sin embargo, Yome declaró que una vez que las gotas de agua son evaporadas por el sol, se le complica el uso de esta habilidad y limita su uso por tiempos prolongados. Esto tal vez se deba a que Yome puede dilatar sus pupilas voluntariamente sin depender del sistema nervioso simpático, por lo tanto, la cantidad de luz que recibe el ojo es mayor, por lo que envía mejores señales eléctricas al cerebro a través del nervio óptico, aunque esto es muy peligroso, ya que tanta luz puede afectarle al ojo causándole a largo plazo ceguera. 
Durante el combate, Yome puede utilizar este Dōjutsu junto a su flexibilidad para aumentar su capacidad de evasión. Sin embargo, una desventaja de esta habilidad es su vulnerabilidad a la luz cegadora, pudiendo ser detenida por un tiempo si se usa en su contra, por ejemplo una bomba de luz.